# O’Connors Rock
Der O’Connors Rock (im Vereinigten Königreich O’Connor Rock) ist ein Klippenfelsen im Archipel der Südlichen Shetlandinseln. Er liegt 160 m südwestlich des Stenhouse Bluff in der Bucht Visca Anchorage von King George Island.
Teilnehmer der Fünften Französischen Antarktisexpedition (1908–1910) unter der Leitung des Polarforschers Jean-Baptiste Charcot kartierten ihn. Wissenschaftler der britischen Discovery Investigations benannten ihn 1927 als O’Connor’s Rock nach Midshipman W. P. O’Connor von den Reservestreitkräften der Royal Navy, der an den Vermessungsarbeiten des Visca Anchorage beteiligt war. Das Advisory Committee on Antarctic Names änderte diese Benennung 1952 in die heutige Form. Das UK Antarctic Place-Names Committee führte die im Vereinigten Königreich gebräuchliche Benennung im Jahr 1974 ein.